# Costești (gmina w okręgu Buzău)
Costești – gmina w Rumunii, w okręgu Buzău. Obejmuje miejscowości Costești, Budișteni, Gomoești, Groșani, Pietrosu i Spătaru. W 2011 roku liczyła 4817 mieszkańców.